# Kortebrug (Haarlem)
De Kortebrug is een brug in de Noord-Hollandse stad Haarlem. De brug overspant de Burgwal in de Burgwalbuurt in de Oude Stad. De brug ligt in de Spaarnwouderstraat, die aanvankelijk de Achterstraat heette, vlak naast de Vissersbocht.
De eerste vermelding van de brug dateert uit 1515. De naam heeft de brug waarschijnlijk te danken aan haar korte lengte. De Wildemansbrug gelegen over de Bakenessergracht werd ook wel de Kortebrug of Korte Steenbrugge genoemd. De nabijheid van het Korte Spaarne bij deze brug heeft de naam waarschijnlijk doen behouden.
Begin 19e eeuw was de Kortebrug nog een ophaalbrug, eind 19e eeuw moet deze zijn vervangen door een vaste brug.